# Козелецький повіт
Козелецький повіт (рос. Козелецкий уезд) — адміністративно-територіальна одиниця Чернігівської губернії Російської імперії. Повітове місто — Козелець.

## Історія
Повіт утворено 1781 року у складі Київського намісництва. У 1796 році увійшов до Малоросійської губернії (2-го складу). 1802 року увійшов до Чернігівської губернії. 1923 року повіт скасовано, а його землі увійшли до Козелецького району Ніжинської округи.

## Місцезнаходження
Повіт знаходився в південній частині губернії. На заході межував з Остерським, півночі Чернігівським, сході Ніжинським повітами Чернігівської губернії та з Полтавською губернією на півдні. Найбільша довжина з півночі на південь була 80 верст (85 км). Ширина на півночі 28 верст (30 км), на півдні 43 версти (46 км). Площа повіту становила 2 787 верст² або 290 328 десятин (3 171 км²).
Згідно з переписом населення Російської імперії 1897 року в повіті проживало 135 129 осіб. З них 95,22 % — українці, 3,46 % — євреї, 0,99 % — росіяни. Станом на 1 січня 1913 року в повіті мешкало 172,3 тис. осіб (у Козельці — 6,3 тис.).

## Адміністративний устрій
В повіті було 3 поліційних стани, 5 земських ділянок, 12 волостей, 233 сільські громади.
| Волость       | Волосний центр | Кількість сільських громад |
| ------------- | -------------- | -------------------------- |
| І стан        |                |                            |
| Чемерська     | Чемер          | 24                         |
| Держанівська  | Держанівка     | 29                         |
| Олишівська    | Олишівка       | 17                         |
| Козелецька    | Козелець       | 66                         |
| ІІ стан       |                |                            |
| Кобизька      | Кобижча        | 9                          |
| Бобровицька   | Бобровиця      | 9                          |
| Мостицька     | Мостище        | 14                         |
| ІІІ стан      |                |                            |
| Новобасанська | Нова Басань    | 16                         |
| Новобиківська | Новий Биків    | 8                          |
| Вороньківська | Вороньки       | 9                          |
| Щаснівська    | Щаснівка       | 9                          |
| Ярославська   | Ярославка      | 16                         |

та місто Козелець із Київською, Передмісно-Миколаївською, Чернігівською слободами.
Приблизно 1907 року з Новобасанської волості було відокремлено Ядлівську з центром у Ядлівці.

## Земство
Козелецьке повітове земство було утворене 1864 року. Воно завідувало освітою (окрім церковних шкіл), охороною здоров'я та ветеринарною справою, ремонтом та замощенням доріг тощо. Для реалізації цих функцій земство збирало місцеві податки з землі, промислових об'єктів, торговельних закладів тощо. Земська управа готувала різноманітні пропозиції для земських зборів та займалася поточними питаннями. На земських зборах приймалися важливі рішення, в тому числі з фінансових питань. Збори відбувалися щороку, зазвичай — восени кілька днів підряд (чергова сесія). Також часто навесні скликалась надзвичайна сесія.
Протягом 1881—1882 років Чернігівський статистичний відділ при губернській земській управі за підтримки Козелецького повітового земства провів колосальну роботу — зібрав та частково систематизував дані про населення та сільське господарство повіту: кількість населення за станами, віком та грамотністю, кількість худоби, характер ґрунтів та врожайність різних культур, кількість землі, вартість оренди тощо. Зокрема, протягом 2,5 місяців 1881 року було проведено подвірний опис повіту, на що повітове земство виділило 1000 рублів. Під дворами мались на увазі самостійні господарства, навіть якщо формально вони перебували в одному дворі з іншими родинами. Наслідком роботи стало видання майже на 400 сторінок, яке містить величезну кількість статистичної та описової інформації про всі поселення, окрім Козельця. До опису також не потрапила земля, що належала жителям інших повітів.
Протягом 1906—1916 виходив щотижневик «Листок объявлений Козелецкого уездного земства».
Серед не реалізованих проєктів було введення нової військово-транспортної дороги Козелець — Данівка — Браниця з розгалуженням на Бобровицю та Кобижчу — Носівку, яка б замінила дві інші військово-транспортні дороги.

## Освіта
1860 року Чернігівський архієпископ Філарет розпорядився відкрити церковноприходські школи. Так, у повіті було відкрито 46 шкіл, які розміщувалися переважно в оселях священників. 1861 року в них навчалося 525 учнів чоловічої статі та 146 — жіночої.
1866 року в Козелецькому повіті було 48 шкіл, серед яких церковноприходських — 43 (2 — в Козельці), Міністерства Народної Освіти — 1 (приходська в Козельці у будівлі повітового училища), Палати Державного Майна — 4 (у Козарах, Кобижчі, Ярославці та Чемері — в окремих будівлях, виділених коштом громад). Серед приходських шкіл 12 було розміщено у громадських будинках, 2 — у церковних будинках, 29 — у будинках священно- та церковнослужителів, за що ті не отримували жодної нагороди. Загалом у школах навчалися 822 хлопці та 65 дівчат (усі — православні).
1881 року в повіті, окрім Козельця, на 108 844 жителів було грамотних (разом з учнями шкіл) 5 985 чоловіків та 796 жінок.
Станом на 1904 рік у повіті було 50 училищ, серед них — 1 3-класне міське училище, 2 2-класних міністерських сільських училищ, 1 парафіяльне міське училище, 1 міське початкове та 45 сільських початкових училищ. 46 училищ було розміщено в окремих побудованих для цього будівлях, 39 цілком відповідали своєму призначенню. На 154348 мешканців повіту був 4731 учень (4299 селян). У середньому на 1 училище припадало 3087 душ населення. На 65,2 % фінансування освіти здійснювалося земством, 14,2 % давали сільські громади, 11,7 % — держава. У середньому на навчання 1 учня було витрачено 9,65 рубля. Навчання забезпечувало 149 педагогів. Серед 610 випускників була 91 дівчина. Канікули приблизно збігалися з періодом польових робіт.
Також при деяких храмах працювали парафіяльні школи, що підпорядковувалися Чернігівській єпархії. Після відкриття в селах земських шкіл парафіяльні зазвичай припиняли свою діяльність.
Пізніше в Козельці почали діяти чоловіча гімназія (1912), жіноча прогімназія (1914), Козелецьке вище початкове училище (1913).

## Медицина
Повіт було поділено на лікарняні округи. Окрім лікарні та богадільні Євреїнова в Козельці, станом на 1906 рік у повіті діяли лічниці в Олишівці, Ярославці та Кобижчі, амбулаторії в Новому Бикові та Щаснівці, приймальні в Чемері та Бобровиці.

## Господарство
1868 року було відкрито Києво-Воронізьку залізничну лінію. На території повіту розташувалися станції Бобровиця (1868, товарно-пасажирська), Кобижчі (1894, пасажирська) та роз'їзд у Заворичах.
Станом на 1885 рік у повіті було 14 цегельних заводів (4 маленьких — у Козельці), 2 воскобійних заводи, 1 пивоварня, 5 винокурень та 6 маленьких шкіряних майстерень.
10 вересня 1905 року повітове земство відкрило власну телефонну мережу, що була спочатку ізольованою від інших мереж. Центральні станції були в Козельці та Бобровиці, підстанції — в Новій Басані, Кобижчі та Чемері. Розмовні пункти було обладнано в Козельці та на Бобровицькому вокзалі. Загалом було приєднано 69 абонентів (31 земський безоплатний та 38 платних приватних). На побудову мережі було витрачено 34914 р. 67 коп. Телефонні апарати та комутатори було придбано на фабриці Еріксона.
1905 року діяли 2 цукрових заводи: в Бобровиці (власник — Катеринич) та Новому Бикові (Маєндорф). Також діяло 6 винокурень: Дідівська (власник — Ракович), Держанівська (Хархун), Озерянська (Тарновський), Кулажинецька (Поломаренко), Олексіївська (Квятковський) та Тимківська (Кринський). 375 приміщень були прибутковими (винаймалися під житло чи комерційну діяльність).
1906 року в повіті було переписано коней — 41 864, великої рогатої худоби — 41 805, свиней — 39 886, овець — 91 589, кіз — 3, віслюків — 3. У повіті були ветеринарні амбулаторії в Козельці, Бобровиці, Новій Басані та Чемері. Вітряків на обліку 1922.
1908 року почалося з'єднання Козелецької повітової телефонної мережі з Києвом. До справи долучилося Остерське повітове земство, а також цукрові заводи в Козелецькому повіті та в Носівці.

## Деякі історичні факти
1905 року повітом прокотилася хвиля антиєврейських заворушень. Зокрема, постраждало майно євреїв-міщан у Бобровиці (23 жовтня) та Красилівці.
У листопаді 1907 року через сильний неврожай Чернігівське губернське земство централізовано придбало сибірське зерно й залізницею доправило в тому числі на станцію «Бобровиця». Аналогічна ситуація зі врожаєм виникла й 1908 року.

## Галерея

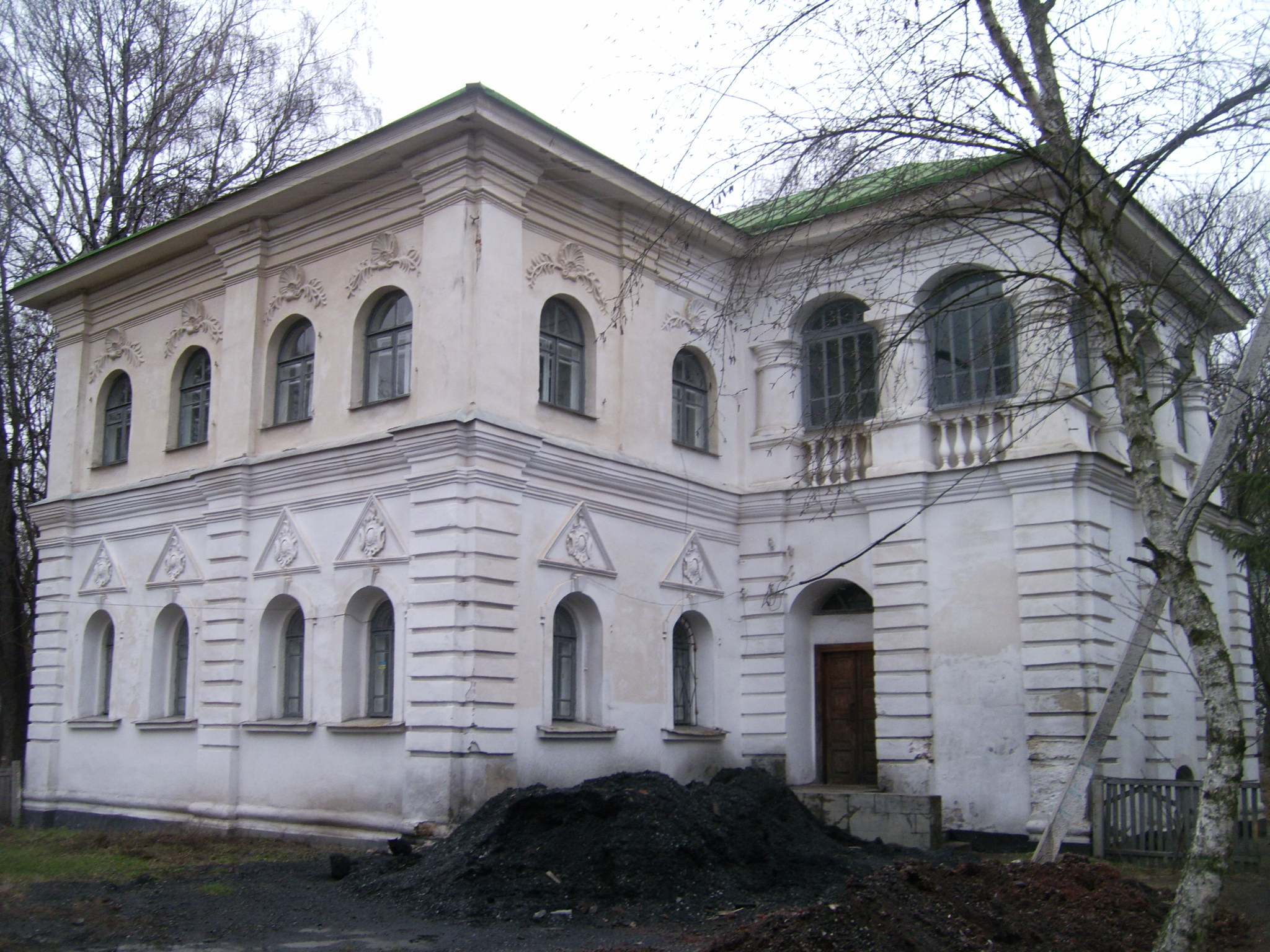
Повітове земство
Мапа повіту